# Nödike
Nödike ist ein Ortsteil im Süden von Meppen.

## Geschichte
Bei Nödike handelte es sich um eine aus einer Einzelsiedlung erwachsene Ansiedlung südlich von Meppen. Im 11. Jahrhundert wurde es erstmals als Nadigi erwähnt. Erst nach dem Zweiten Weltkrieg kam es zu Erweiterungen des Ortsteils.

## Wirtschaft und Infrastruktur
|  |  | Südlich der Schwefinger Straße befindet sich das Gewerbe- und Industriegebiet Nödike mit etwa 110 Unternehmen und etwa 2.200 Arbeitsplätzen. |

### Verkehr
Straßenverkehr

Über die Nödiker Straße besteht eine Verbindung zur Bundesstraße 70 sowie zum Stadtzentrum. Eine weitere Verbindung besteht über die Schwefinger Straße zum Meppener Ortsteil Schwefingen.
ÖPNV (öffentlicher Personennahverkehr)

Im halbstündlichen Takt verkehrt der Stadtbus.

### Bildung
In Nödike befinden sich die Johannes-Gutenberg-Schule (Grundschule) sowie die Helen-Keller-Schule (Schule für Körperbehinderte).